# Courmayeur
Courmayeur (valle d'aostai patois dialektusban Croméyeui; 1939 es 1946 között neve olaszosítva Cormaiore) egy 2969 lakosú község Olaszországban, Valle d’Aosta régióban. Területén emelkedik Európai Unió legmagasabb hegye, a Mont Blanc.

## Elhelyezkedése
Valle d'Aosta legnyugatabbra fekvő települése, a Monte Bianco lábainál terül el, a Dora Baltea folyó szeli keresztül. Aostától 27,5 km-re található. A régió második legnagyobb községe, és Olaszországban az egyetlen, ami mind Franciaországgal, mind Svájccal határos.
Az egyik környező hegy, a Monte Chétif, amely nagyon népszerű a túrázók körében, híres a csúcsán található Mária-szoborról, amelyet II. János Pál pápa emeltetett.

## Turizmus
Courmayeur az egyik legkedveltebb alpesi üdülőhely, elsősorban a téli sportok rajongói körében.

## Népesség
| Lakosok száma | 2969 | 2798 | 2779 | 2602 |
|               | 2008 | 2017 | 2018 | 2023 |

## Sport
1959-ben itt rendezték meg a sílövő-világbajnokságot.